# Thảm sát lung Máng Diệc
Thảm sát lung Máng Diệc là một vụ thảm sát ở Cà Mau do Không quân Hoa Kỳ và Việt Nam Cộng hòa gây ra làm 72 người thiệt mạng

## Bối cảnh
Trong Chiến tranh Việt Nam, khu vực lung Máng Diệc có nhiều tràm và lau sậy mọc um tùm. Lung Máng Diệc, được bố trí hầm chông, bãi mìn, Quân lực Việt Nam Cộng hòa và Mỹ khó đổ quân càn quét nên khá an toàn cho việc làm căn cứ cách mạng. Đầu năm 1970, bộ đội địa phương huyện Thới Bình đóng quân ở kênh Công nghiệp, kênh Si Đo thuộc ấp 10, giáp ranh giới ấp 4, xã Trí Phải nên nhiều cán bộ lãnh đạo, bộ đội chủ lực, dân quân du kích địa phương được đưa về lung Máng Diệc dưỡng thương. Tháng 3/1970, Quân lực Việt Nam Cộng hòa tổ chức nhiều đợt tìm diệt tại đây bằng bộ binh và trực thăng để tiêu diệt Quân Giải phóng miền Nam Việt Nam.

## Diễn biến
Khoảng 14 giờ 30 phút, ngày 17/3/1970, máy bay Việt Nam Cộng hòa và Mỹ phát hiện, ập đến bất ngờ bắn pháo, ném lựu đạn và bắn đại liên xuống khu vực lung Máng Diệc. Không quân Việt Nam Cộng hòa và Mỹ quần thảo khu vực này và bắn phá liên tục khoảng hơn 60 phút. Trong đợt oanh tạc này có hơn 30 người chết. Khoảng 30 phút sau, trong khi người dân đang nhận xác để tổ chức chôn cất và đưa người bị thương đi chữa trị thì phi đội của Không quân Việt Nam Cộng hòa và Mỹ quay lại, tiếp tục bắn phá đến 17 giờ 30 phút. Trận thảm sát tại lung Máng Diệc làm 72 người chết bao gồm cả dân thường và quân Giải phóng.

## Tưởng niệm
Ngày 29/9/2015, Sở Văn hóa - Thể thao và Du lịch tỉnh Cà Mau phối hợp với Ủy ban Nhân dân huyện Thới Bình tổ chức lễ xếp hạng địa điểm trận thảm sát tại lung Máng Diệc, thuộc ấp 4, xã Trí Phải là di tích lịch sử - văn hóa cấp tỉnh.